# Amphidecta calliomma
Espèce
Amphidecta calliomma est une espèce de lépidoptères (papillons) de la famille des Nymphalidae, de la sous-famille des Satyrinae et du genre Amphidecta.  

## Dénomination
Amphidecta calliomma a été décrit par les entomologistes Cajetan Freiherr von Felder et Rudolf Felder en 1862, sous le nom initial de Taygetis calliomma.

### Nom vernaculaire
Amphidecta calliomma se nomme Calliomma Satyr en anglais.

## Description
Amphidecta calliomma est un papillon aux ailes postérieures dentelées au dessus marbré de marron et de cuivré avec aux ailes antérieures une ligne submarginale et une ligne postdiscale de taches claires et aux ailes postérieures un ocelle sanal marron peu visible.
Au revers les deux lignes de taches claires des ailes antérieures sont bien visibles et les ailes postérieures sont marbrées de beige et de marron avec dans l'aire postdiscale des ocelles argentés cernés d'orange.

## Écologie et distribution
Amphidecta calliomma est présent en Guyane, au Panama, en Colombie, en Équateur et au Brésil,.

### Biotope
Amphidecta calliomma réside en forêt primaire inondable.

### Protection
Pas de statut de protection particulier.